# Худиг
Худиг — село в Агульском районе Дагестана (Россия). Входит в сельское поселение «Сельсовет „Курагский“».

## Географическое положение
Расположено во Внутригорном Дагестане, на реке Кошанапу (бассейн реки Чирагчай), в 22 км к северо-востоку от села Тпиг.

## Население
По данным переписи 1886 года, в селе Худиг численность населения составляло 286 человек, из них агулы — 187 (65,4 %), лезгины — 99 (34,6 %).
| 1895 | 1926 | 1939 | 1970 | 1989 | 2002 | 2008 |
| ---- | ---- | ---- | ---- | ---- | ---- | ---- |
| 305  | ↗314 | ↗364 | ↗388 | ↗468 | ↗640 | ↗647 |
| 2010 | 2021 |      |      |      |      |      |
| ↗673 | ↘625 |      |      |      |      |      |

## Достопримечательности
- Пир-мавзолей (пир Бусай).